# Asociación Internacional de Gatos
La Asociación Internacional de Gatos (en inglés: International Cat Association) o (TICA), es una organización felina internacional, se considera que tiene el mayor registro genético de gatos Mundo, originalmente era una organización estadounidense, aunque ahora tiene una presencia mundial. La organización tiene un registro genético para gatos con pedigrí y gatos domésticos, y es uno de los organismos sancionadores más grandes del Mundo para campeonatos y presentaciones de gatos.

## Actividades
Las actividades de TICA incluyen: 
- Alentar a sus miembros a ser dueños, amantes y criadores de gatos que trabajen juntos para promover la preservación de los gatos con pedigrí y la salud y el bienestar de los gatos domésticos.

- Mantener un registro de certificado de pedigrí.

- Promocionar exposiciones felinas que promuevan gatos con y sin pedigrí.

- Promover las relaciones positivas entre los criadores en los Estados Unidos y otros países.

- Establecer una fundación para fomentar la investigación sobre problemas de salud felina y proporcionar listas de materiales de recursos sobre problemas de salud felina a sus miembros.